# Штучна карловарська сіль
Штучна карловарська сіль (лат. Sal carolinum factitium) — штучно зібрана композиція, яка включає: 
- 22 частини натрій сульфату,
- 18 частин натрій гідрокарбонату,
- 9 частин натрій хлориду,
- 1 частина калій сульфату .

## Властивості
Білий порошок розчинний у воді (1:10). Служить замінником природної карловарської гейзерної солі. Застосовують як проносний і жовчогінний засіб . Натуральна карловарська гейзерна сіль за складом і дії близька до солі карловарської штучної .